# 1 Oddział Zbawienia Rosji
1 Oddział Zbawienia Rosji (ros. 1-й отряд спасения Родины) – emigracyjny rosyjski oddział zbrojny Rosyjskiej Partii Faszystowskiej w drugiej połowie lat 30. XX wieku.
Oddział został sformowany w kwietniu 1936 r. w Harbinie spośród członków Rosyjskiej Partii Faszystowskiej. Odbywało się to z inicjatywy japońskiej misji wojskowej. Oddział liczył 35 osób, podzielonych na dwa plutony. Na jego czele stanął M.P. Masłakow, ochroniarz przywódcy partii Konstantina W. Rodzajewskiego. Na początku sierpnia tego roku zostali oni koleją przewiezieni na granicę mandżursko-japońską. Tam zostali uzbrojeni, umundurowani i wyekwipowani przez Japończyków. Każdy członek oddziału otrzymał kryptonim. Oddział miał za zadanie dotrzeć do amurskiej linii kolejowej i przeprowadzić akcje dywersyjne. Zdobyte dokumenty i materiały miały być odsyłane do Mandżurii. Rosjanie mieli też przerwać łączność telegraficzną i telefoniczną. Część członków oddziału otrzymała zadanie specjalne polegające na tworzeniu konspiracyjnych grup antysowieckich wśród miejscowej ludności. Miały one prowadzić działania terrorystyczne wymierzone przeciwko działaczom partii komunistycznej i wojskowym. 
23 sierpnia oddział został przetransportowany przez rzekę Amur na pokładzie kanonierki, w rejon sowieckiej wsi Amazar. Po kilku godzinach marszu w tundrze od oddziału oddzieliło się 8 jej członków, którzy postanowili powrócić. 1 września, zbliżając się do linii kolejowej, oddział napotkał i zabił zwrotniczego ze stacji kolejowej Amazar o nazwisku Wierchoturow. Następnego dnia grupa 6-8 członków oddziału ograbiła okoliczną wioskę Kałtagaj. 4 września M.P. Masłakow wraz z grupą kilku podkomendnych skierował się w stronę magazynów przy amurskiej linii kolejowej w celu zdobycia żywności. 5 września zdobyli oni 2 krowy, kilka bochenków chleba i kilka kur. W tym czasie reszta oddziału sfotografowała linię kolejową i jej infrastrukturę na odcinku rozjazd Kołokołny – rozjazd Potajka. 7 września "Oddział Zbawienia Rosji" zaatakował oddział Armii Czerwonej por. Gałantina. Po początkowym sukcesie buntownicy zostali jednak zmuszeni do odwrotu, co udało się im dzięki zapadającemu mrokowi. Stracili 5 zabitych, w tym dowódcę M.P. Masłakowa, zaś 1 był ranny. Porażka zdemoralizowała oddział, który rozbił się na małe grupki, uchodzące w stronę granicy na Amurze. 9 września w wiosce Kałtagaj oddział wojsk sowieckich por. Krasnikowa wraz z miejscowymi ochotnikami napotkał 3 buntowników, zabijając jednego z nich przy próbie ucieczki. Następnego dnia kursanci szkoły pułkowej znaleźli w stogu siana rannego członka oddziału. 15 września kanonierka „Buriat” Amurskiej Czerwonej Flotylli Rzecznej ostrzelała grupę 4 buntowników. Jeden z nich został schwytany. 20 września marynarze złapali kolejnych 2 członków oddziału. 22 września patrol pograniczny zobaczył płynącego na kawałku drewna przez Amur członka faszystowskiego oddziału, który utonął podczas próby pościgu łódką. 2 dni później załoga kanonierki „Buriat” schwytała czwartego buntownika. 26 września oddział por. Łoginowa zlokalizował na prawym brzegu rzeki Szyłka obóz reszty buntowników. Połączywszy się z oddziałem kpt. Muna, Sowieci w nocy zaatakowali obozowisko. W rezultacie 2 przeciwników zginęło, zaś pozostałym 3 udało się zbiec. Ostatecznie 8 członków oddziału "Zbawienia Rosji" przedostało się na mandżurski brzeg Amuru, po czym parochodem zostali przewiezieni do miasta Sachalin, gdzie zdali relację Japończykom.